# Heaven (After School單曲)
《Heaven》是韓國女子音樂組合After School的第5張日語單曲，2013年10月2日由avex trax發售。

## 概要
- 《Heaven》是After School成員Ka-Eun加入後第一張單曲。
- 此單曲有3個版本，分別有「CD+DVD」、「CD+Photobook」和「CD ONLY」。「CD+DVD」收錄了《Heaven》和《First Love》的PV和Making；「CD ONLY」追加收錄了《First Love》，是After School第六張單曲《初戀》主打歌曲《初戀》的日語版本。
- 在10月14日於公信榜单曲週排行榜取得第7位。

## 收錄内容

### CD
1. Heaven
2. Crazy Driver
3. First Love
「CD ONLY」追加收錄、第六張單曲《初戀》主打歌曲《初戀》的日語版本
4. Heaven (Instrumental)
5. Crazy Driver (Instrumental)

### DVD
1. Heaven（Music Video）
2. First Love（Music Video）
3. Heaven（Making）